# Tobias Schneebaum
Tobias Schneebaum (25 mars 1922 - 20 septembre 2005) est un artiste, anthropologue et militant américain de la lutte contre le sida. Il est surtout connu pour ses expériences de vie et de voyages parmi le peuple Harakmbut du Pérou et le peuple Asmat de Papouasie, en Nouvelle-Guinée occidentale alors connue sous le nom d'Irian Jaya.

## Jeunesse
Schneebaum est né à New York dans une famille d'émigrés juifs polonais. Le père de Schneebaum, Jacob (connu sous le nom de Yankle), a émigré de Pologne aux États-Unis juste avant la Première Guerre mondiale, au cours de laquelle il a servi pour obtenir la citoyenneté américaine. Sa mère, Riftcha, a émigré en 1913.
Il est né sous le nom de Toivele Schneebaum à Manhattan dans le Lower East Side et a grandi à Brooklyn. Un responsable de l'école le prénomma par la suite Theodore, et son usage perdura parmi ses amis et sa famille tout au long de son enfance (il a plus tard changé son prénom légalement en Tobias). En 1939, il est diplômé de la Stuyvesant High School, puis passe au City College de New York, où il est diplômé en 1943 après une spécialisation en mathématiques et en art. Pendant la Seconde Guerre mondiale il sert à la maintenance des radars dans l'armée américaine.

## Voyages
En 1947, après avoir brièvement étudié la peinture avec Rufino Tamayo au Brooklyn Museum of Art, Schneebaum part vivre et peindre au Mexique pendant trois ans, vivant au sein de la tribu des Lacandons. En 1955, il obtient une bourse Fulbright pour voyager et peindre au Pérou. Après avoir fait de l'auto-stop de New York au Pérou, il vit avec le peuple Harakmbut pendant sept mois et participe avec la tribu, à une occasion, à un acte de cannibalisme.
Il a raconté son voyage dans les jungles du Pérou dans ses mémoires de 1969 Au pays des hommes nus (en).
Jusqu'en 1970, il est dessinateur chez Tiber Press, puis en 1973, il entreprend son troisième voyage à l'étranger, à Irian Jaya en Asie du Sud-Est, où il vit avec le peuple Asmat sur la côte sud-ouest. Il a contribué à la création du Musée Asmat de la culture et du progrès (en).
En 1999, il revisite à la fois l'Irian Jaya et le Pérou pour un film documentaire, intitulé Keep the River on Your Right: A Modern Cannibal Tale (en).

## Dernières années
Schneebaum a passé les dernières années de sa vie dans la Westbeth Artists Community, une communauté d'artistes à Greenwich Village, New York, qui abrite également Merce Cunningham et Diane Arbus, et est décédé en 2005 à Great Neck, État de New York, de la maladie de Parkinson. Il a légué sa célèbre collection de boucliers Asmat au Metropolitan Museum of Art de New York et ses papiers personnels sont conservés dans la collection Jean-Nickolaus Tretter in Gay, Lesbian, Bisexual and Transgender Studies.

## Prix
Schneebaum a obtenu une maîtrise des arts en anthropologie à la New School de New York et une autre au Goddard College, à Plainfield, Vermont.

## Filmographie
- Keep the River on Your Right: A Modern Cannibal Tale (en), film documentaire réalisé par David Shapiro et Laurie Gwen Shapiro, frère et sœur (et anciens élèves de Stuyvesant), a remporté un prix Independent Spirit Award en 2001 (2000)[3]